# Прудовой (Дергачёвский район)
Прудовой — посёлок в Дергачёвском районе Саратовской области России. Входит в состав Камышевского муниципального образования.

## География
Посёлок находится в восточной части Саратовской области, в степной зоне, в пределах Сыртовой равнины, на восточном берегу пруда Большой, на расстоянии примерно 20 километров (по прямой) к северо-востоку от посёлка городского типа Дергачи, административного центра района. Абсолютная высота — 87 метров над уровнем моря.

## Население
| 2002 | 2010 |
| ---- | ---- |
| 198  | ↘132 |

Гендерный состав
По данным Всероссийской переписи населения 2010 года в гендерной структуре населения мужчины составляли 43,9 %, женщины — соответственно 56,1 %.
Национальный состав
Согласно результатам переписи 2002 года, в национальной структуре населения казахи составляли 68 % из 198 человек.

## Улицы
Уличная сеть посёлка состоит из двух улиц (ул. Прудовая и ул. Юбилейная).